# Saint-Paul-en-Pareds
Saint-Paul-en-Pareds – miejscowość i gmina we Francji, w regionie Kraj Loary, w departamencie Wandea.
Według danych na rok 1990 gminę zamieszkiwały 832 osoby, a gęstość zaludnienia wynosiła 68 osób/km² (wśród 1504 gmin Kraju Loary Saint-Paul-en-Pareds plasuje się na 653. miejscu pod względem liczby ludności, natomiast pod względem powierzchni na miejscu 907.).